# 藏西无心菜
藏西无心菜（学名：Arenaria stracheyi）是石竹科无心菜属的植物。分布于尼泊尔、印度以及中国大陆的西藏等地，生长于海拔3,000米至5,300米的地区，多生长于河漫滩、沼泽草甸、砂砾质草坡以及高山碎石带。